# وضع موجود قبل از جنگ
شرایط ماقبل جنگ (status quo ante bellum) عبارتی لاتین است که در اصل برای معاهدات مربوط به عقب‌نشینی نیروهای دشمن و استقرار رهبری قبل از جنگ بکار می‌رفت.
زمانی که این عبارت این‌گونه مورد استفاده قرار می‌گیرد بدین معناست که هیچ‌یک از طرفین نه خاک و موقعیت اقتصادی و سیاسی به دست می‌آورد و نه از دست می‌دهد. در مقابل عبارت Uti possidetis وجود دارد که به معنای نگه‌داشتن خاک و سایر دارایی‌هایی است که در پایان جنگ به دست آمده است.
این عبارت به گزاره‌های Status quo و Status quo ante تعمیم داده شده است. به غیر از این مورد، واژۀ ante bellum در ایالات متحدۀ آمریکا معمولاً تداعی‌کنندۀ دوره پیش از جنگ داخلی آمریکا است؛ در حالی‌که در اروپا و سایر ممالک دلالت بر زمان پیش از جنگ جهانی اول دارد.